# SK Rapid Wien II
Der SK Rapid Wien II, kurz SK Rapid II, vormals SK Rapid Amateure, ist die zweite Mannschaft des österreichischen Bundesligisten SK Rapid Wien. Die Mannschaft spielt ab der Saison 2024/25 in der 2. Liga.

## Geschichte
Die Amateure von Rapid nahmen in der Saison 2001/02 erstmals am ÖFB-Cup teil und erreichten nach einem Erstrundensieg gegen den FC Deutschkreutz auch direkt die zweite Runde, in der man am späteren Finalisten SK Sturm Graz scheiterte. In der Saison 2004/05 nahm man erneut am Cup teil und warf in der ersten Runde den Bundesligisten FC Wacker Tirol aus dem Bewerb. In der zweiten Runde war dann allerdings wieder Endstation, nachdem man dem Bundesligisten SV Mattersburg unterlag.
Nach Jahren in der Wiener Stadtliga konnten die Rapid Amateure in der Saison 2005/06 Meister werden und somit erstmals in die drittklassige Regionalliga Ost aufsteigen. In der Debütsaison in der dritthöchsten Spielklasse belegte die Mannschaft den sechsten Tabellenrang. In der Saison 2007/08 verbesserten sich die Rapidler sogar auf den dritten Rang. In der Saison 2008/09 nahm Rapid II ein drittes Mal am Cup teil. Nach einem Erstrundensieg gegen die Union St. Florian traf man in der zweiten Runde auf den Bundesligisten SCR Altach, den man ebenfalls besiegen konnte. Im Achtelfinale schoss man den Bundesligisten SV Mattersburg mit 5:1 aus dem Cup, ehe man schließlich im Viertelfinale dem Zweitligisten FK Austria Wien II, der zweiten Mannschaft des Rivalen FK Austria Wien, im Elferschießen unterlag. In der Liga belegte man 2008/09 wieder Rang sechs. In der Saison 2009/10 stand Rapid II zu Saisonende auf dem fünften Rang. In der Saison 2010/11 kam es zu einem Kuriosum, als man im Cup in der ersten Runde auf die Profis von Rapid traf, denen man sich mit 5:2 geschlagen geben musste. In der Liga belegte man 2010/11 den siebten Platz.
In der Saison 2011/12 besiegte man im Cup in der ersten Runde den Bundesligisten SC Wiener Neustadt und in der zweiten Runde den Zweitligisten Wolfsberger AC. Im Achtelfinale verlor man schließlich gegen den Zweitligisten TSV Hartberg. In der Liga war die Saison 2011/12 bis dahin die beste in der Geschichte der Mannschaft: Man wurde mit zwei Punkten Rückstand auf den SV Horn Vizemeister in der Ostliga. In den folgenden drei Spielzeiten konnte man sich abermals mit den Plätzen sieben, fünf und neun immer in den Top 10 festsetzen. Als Zwölfter in der Saison 2015/16 misslang es den Rapid-Amateuren erstmals einen einstelligen Tabellenplatz zu erreichen. In der Saison 2016/17 wurde man immerhin wieder Zehnter. In der Saison 2017/18 suchte man erstmals erfolgreich um eine Zulassung für die 2. Liga an, als Sechster mit elf Punkten Rückstand auf Austria Wien II hatte man mit dem Aufstieg allerdings wenig zu tun. In der Saison 2018/19 erhielt erneut eine Zulassung, als Sechster verfehlte man den notwendigen zweiten Platz aber erneut deutlich.
In der Saison 2019/20 belegte man nach 18 Runde den zweiten Rang, ehe die Regionalligasaison aufgrund der COVID-19-Pandemie abgebrochen wurde. Nachdem der Bundesligist Mattersburg im August 2020 den Spielbetrieb eingestellt hatte, gab es in weiterer Folge keinen Absteiger aus der Bundesliga, wodurch ein Platz in der 2. Liga frei wurde. Da Rapid II gemeinsam mit dem SK Sturm Graz II, der jedoch auf einen Aufstieg verzichtete, das einzige Team mit einer Zulassung war, erhielt Rapid II den Zuschlag für den freien Platz und wurde von der Bundesliga dem ÖFB vorgeschlagen. Diesem Antrag wurde stattgegeben.
In der Saison 2020/21 belegte der Verein zwar mit dem 14. Platz einen Abstiegsplatz, da es aber aufgrund der COVID-19-Pandemie keinen Absteiger gab, blieb der SK Rapid II in der 2. Liga. Ab 2020 spielte der SK Rapid II im Stadion der Kampfmannschaft. In der Saison 2021/22 belegte man den 10. Platz und erreichte das Saisonziel, den Klassenerhalt.
In der Saison 2022/23 erreichte man den 15. Platz und stieg somit in die Regionalliga Ost ab. In der Saison 2023/24 erreichte das Team den Meistertitel in der Regionalliga Ost und stieg direkt wieder auf in die 2. Liga.
In der Saison 2023/24 trug der SK Rapid II die meisten seiner Heimspiele der Regionalliga Ost im Körner Trainingszentrum, neben dem Ernst-Happel-Stadion aus. Ab der Saison 2024/25 trägt der Verein die LigaZwa-Spiele wieder im Weststadion aus.

## Personal

### Trainerteam
Stand: 2. Juli 2025
| Funktion        | Name               | Geburtsdatum | Nationalität | beim Verein seit | letzter Verein       |
| --------------- | ------------------ | ------------ | ------------ | ---------------- | -------------------- |
| Trainer         | Jürgen Kerber      | 21.09.1985   | Osterreich   | 11/2023          | AKA Rapid Wien       |
| Co-Trainer      | Patrick Jovanovic  | 17.12.1973   | Osterreich   | 07/2015          | SC Kirchberg/Pielach |
| Co-Trainer      | Jiří Leňko         | 29.04.1985   | Tschechien   | 07/2024          | First Vienna FC      |
| Tormanntrainer  | Klemens Windbacher | 05.04.1990   | Osterreich   | 07/2016          | AKA Rapid Wien       |
| Athletiktrainer | Stefan Knaller     | 18.12.1988   | Osterreich   | 07/2020          | AKA Rapid Wien       |

### Aktueller Kader
Stand: 17. August 2025
| Rücken- nummer | Name                | Geburtsdatum | Nationalität            | beim Verein seit | letzter Verein           |
| Tor            | Tor                 | Tor          | Tor                     | Tor              | Tor                      |
| -------------- | ------------------- | ------------ | ----------------------- | ---------------- | ------------------------ |
| 01             | Christoph Haas      | 23.07.1992   | Osterreich              | 2024             | FC Admira Wacker Mödling |
| 29             | Benjamin Göschl     | 16.11.2005   | Osterreich              | 2021             | AKA Rapid Wien           |
| 44             | Manuel Fellner      | 28.01.2007   | Osterreich              | 2023             | AKA Rapid Wien           |
| 49             | Laurenz Orgler      | 13.10.2004   | Osterreich              | 2021             | AKA Rapid Wien           |
| 50             | Ferenc Lányi        | 03.03.2008   | Ungarn                  | 2025             | AKA Rapid Wien           |
| 51             | Aldin Softic        | 04.03.2008   | Osterreich              | 2025             | AKA Rapid Wien           |
| Verteidigung   |                     |              |                         |                  |                          |
| 02             | Eaden Roka          | 03.09.2007   | Osterreich              | 2023             | AKA Rapid Wien           |
| 04             | Jakob Brunnhofer    | 25.04.2006   | Osterreich              | 2024             | AKA Rapid Wien           |
| 05             | Kenan Muharemović   | 30.01.2006   | Bosnien und Herzegowina | 2024             | Wolfsberger AC II        |
| 33             | Erik Stehrer        | 09.05.2007   | Osterreich              | 2024             | AKA Rapid Wien           |
| 36             | Daniel Mahiya       | 02.06.2007   | Osterreich              | 2024             | AKA Rapid Wien           |
| 43             | Lukas Haselmayr     | 16.08.2006   | Osterreich              | 2024             | AKA Rapid Wien           |
| Mittelfeld     |                     |              |                         |                  |                          |
| 08             | Ousmane Thiero      | 08.04.2006   | Mali                    | 2024             | AS Bamako                |
| 11             | Yasin Mankan        | 07.03.2006   | Osterreich              | 2023             | AKA Rapid Wien           |
| 12             | Fabian Silber       | 04.12.2007   | Osterreich              | 2024             | AKA Rapid Wien           |
| 17             | Omar Badarneh       | 30.04.2007   | Staat Palästina         | 2025             | AKA Rapid Wien           |
| 18             | Nicolas Bajlicz     | 08.07.2004   | Osterreich              | 2022             | 1. FC Köln U-19          |
| 20             | Daniel Nunoo        | 20.08.2006   | Ghana                   | 2024             | Shooting Stars FC        |
| 22             | Ensar Mušić         | 09.09.2007   | Osterreich              | 2024             | AKA Rapid Wien           |
| 27             | Dalibor Velimirovic | 13.02.2001   | Osterreich              | 2025             | SV Horn                  |
| 28             | Lorenz Szladits     | 10.11.2006   | Osterreich              | 2023             | AKA Rapid Wien           |
| 38             | Emirhan Altundağ    | 12.07.2007   | Turkei                  | 2025             | AKA Rapid Wien           |
| Angriff        |                     |              |                         |                  |                          |
| 07             | Oliver Strunz       | 14.06.2000   | Osterreich              | 2018             | AKA Rapid Wien           |
| 19             | René Kriwak         | 30.04.1999   | Osterreich              | 2025             | FC Dordrecht             |
| 21             | David Berger        | 25.11.2004   | Osterreich              | 2025             | SV Ried                  |
| 23             | Moulaye Haïdara     | 01.08.2006   | Mali                    | 2025             | Yeelen Olympique         |
| 26             | Samuel Horak        | 28.03.2005   | Osterreich              | 2024             | SCR Altach II            |
| 37             | Daris Djezic        | 22.04.2006   | Osterreich              | 2024             | AKA Rapid Wien           |
| 39             | Philipp Moizi       | 30.05.2007   | Osterreich              | 2024             | AKA Rapid Wien           |
| 42             | Kenny Nzogang       | 02.08.2008   | Osterreich              | 2025             | AKA Rapid Wien           |

### Transfers
Stand: 12. August 2025
| Zugänge: | Abgänge: |
| Sommer 2025 | Sommer 2025 |
| --- | --- |
| - David Berger (SV Ried) - Moulaye Haïdara (Yeelen Olympique) - René Kriwak (FC Dordrecht) - Dalibor Velimirovic (SV Horn) - Samuel Horak (Kremser SC, Leih-Ende) | - Furkan Dursun (SKN St. Pölten, Leihe) - Mücahit Ibrahimoglu (Konyaspor) - Antonio Jelicic (Favoritner AC) - Wenzel Lindmoser (First Vienna FC II) - Ismaïl Seydi (SC União Torreense, Leihe) - Aristot Tambwe-Kasengele (Admira Wacker) - Jovan Živković (Győri ETO FC) - Tobias Knoflach (vereinslos) - Mario Mladenow (vereinslos) |

## Trainerhistorie
- Friedrich Riedmüller (1997–2000)
- Ilija Sormaz (2000–2001)
- Wolfgang Kienast (2001)
- Peter Schöttel (2001–2002)
- Michael Keller (2003–2005)
- Andreas Reisinger (2005–2011)
- Zoran Barišić (2011–2013)
- Norbert Schweitzer (2013–2015)
- Michael Steiner (2015–2016)
- Muhammet Akagündüz (2016–2019)
- Zeljko Radovic (2019–2020)
- Franz Maresch (2020–2021)
- Patrick Jovanovic (2021–2022)
- Stefan Kulovits (2022–2023)
- Jürgen Kerber (2023-)

(Quelle: )